# Steganostigmus canonicus
Steganostigmus canonicus är en mångfotingart som beskrevs av Carl 1932. Steganostigmus canonicus ingår i släktet Steganostigmus och familjen fingerdubbelfotingar. Inga underarter finns listade i Catalogue of Life.